# Luis Javier Moreno
Luis Javier Moreno Madroño (Segòvia, 19 de desembre de 1945 ― Segòvia, 6 de desembre de 2015)
 va ser un escriptor, poeta i traductor espanyol.

## Biografia
Va escriure els seus primers poemes amb 15 anys, gràcies a l'estímul del seu professor Jesús Tomé, que era poeta.
Es va llicenciar en Filologia Romànica per la Universitat de Salamanca, i allà fou on va iniciar la seva gran amistat amb el poeta Aníbal Núñez.
Fou Becari Fulbright com a convidat a l'International Writing Program de la Universitat d'Iowa (Estats Units) entre 1985 i 1987. Honorary Fellow en escriptura per la Universitat d'Iowa (1985). Master of Arts per la Universitat Washington a Saint Louis (Estats Units).
Entre d'altres, va rebre els premis de poesia Rafael Alberti el 1988, Jaime Gil de Biedma el 1991 (en la primera convocatòria de tal premi) i l'Antonio Machado en 2012.
Va ser cofundador i codirector de la revista Encuentros.
El compositor Joseba Torre es va inspirar en el seu poema «Oficio en la tiniebla» per compondre la seva obra No me quedan recuerdos (el títol dels quals procedeix d'un dels versos de tal poema).
El Norte de Castilla li va dedicar el seu suplement cultural La sombra del ciprés el novembre de 2012, amb articles de Carlos Aganzo, Angélica Tanarro, Tomás Sánchez Santiago, Ignacio Sanz i Luis Marigómez.

## Obra publicada

### Poesia
- Diecisiete Poemas. Salamanca: 1978.
- Época de inventario. Valladolid: Balneario escrito, 1979; Salamanca: Amarú, 1992.
- En contra y a favor. Barcelona: 1980.
- De cara a la pared y otros poemas. Segovia, 1984.
- 324 poemas breves. Valladolid: Junta de Castilla y León, 1987.
- Última argucia de la razón práctica. Cádiz: 1989.
- El final de la contemplación. Madrid: Visor, 1992.
- Rápida plata. Granada: La General, 1992.
- Cuaderno de campo. Madrid: Hiperión, 1996.
- Paisajes en el Prado. Luxemburgo: La Moderna, 1997.
- Sobre el blanco. Villafranca del Bierzo, 1998.
- Elegías. Luxemburgo: La Moderna, 2002.
- Poemas de Segovia. Segovia: Diputación Provincial, 2002.
- Rota. Luxemburgo: La Moderna, 2003.
- En contra y a favor (2005). Valladolid: Fundación Jorge Guillén, Valladolid, 2007.
- Figuras de la fábula. Madrid: Hiperión, 2012. Aquesta obra va ser finalista del Premi de la Crítica de Castella i Lleó en 2013.[9]
- Estado y sitio (nuevas circunscripciones). Valladolid: Diputació-Fundació Jorge Guillén, 2013.[10]
- De palabra. Càceres: Institució El Brocense, 2013.

### Prosa
- La puntada y el nudo -Diarios I- (Segòvia, 1993)
- En el cuartel de invierno -Diarios II- (Diputació provincial de Granada, Mallot groc, Granada, 1997)
- Cuaderno de paso -Diarios III- (La Tertulia de los martes, Segòvia, 2000)
- En la llama del fuego (L'Extramundi y los papeles de Iria Flavia, 2001)
- Horas Marinas -Diarios IV- (Diputación provincial de Cádiz, Cádiz, 2005)
- Carta de Cide Hamete Benengeli (Campo de Agramante, Cádiz, 2005)
- El 'bell angle': diez obras para un náufrago, en La biblioteca del náufrago IV. Llibre col·lectiu amb textos de Gonzalo Calcedo, Óscar Esquivias, Pilar Mateos, José María Merino i Luis Javier Moreno. Junta de Castella i Lleó, 2010.[11][12]

### Traduccions
- HORACI: Odas (Antología). Barcelona: Plaza y Janés, 2000.
- LOWELL, Robert: Día a día / Day by Day. Madrid: Losada, 2003.
- ROETHKE, Theodore: Meditaciones y otros poemas. Gijón: Trea, 2012[13]

### Antologies
- Poemas escogidos. Antología 1965-2005. Antólogo: Gustavo Martín Garzo. Valladolid: Junta de Castella i Lleó, 2005.
- Poesía en el Camino. Antología poética (2011-2014). Isaac Rilova (coordinador i introducció), Óscar Esquivias (pròleg). Burgos: Real Acadèmia Burgense d'Història i Belles arts, Institució Fernán González, 2015.[14]